# West Coast hip hop
West Coast hip hop este un gen regional de muzică hip hop care cuprinde oricare artiști sau muzică care își are originea pe coasta de vest a Statelor Unite. Hip-hop-ul de pe coasta de vest a început să domine din punctul de vedere al difuzării la radio și al vânzărilor odată cu începutul și mijlocul anilor 1990, odată cu apariția G-funk-ului și a caselor de discuri Suge Knight și Death Row Records al lui Dr. Dre, Lench Mob Records al lui Ice Cube, dar și a succesului prelungit al casei de discuri Ruthless Records al lui Eazy-E, Aftermath Records aparținând lui Dr. Dre și alții.